# Lijndienst
Een lijndienst is een vorm van openbaar vervoer die in een vaste, regelmatige dienst rijdt, zoals de metro, bus, tram en  trein. Ook schepen, vliegtuigen en vrachtwagenshuttles werken vaak volgens een lijndienst. Het tegengestelde van een lijndienst bij een vliegmaatschappij is een charterverbinding.
Blaise Pascal bedacht in 1661 niet alleen een openbaarvervoersysteem voor het publiek , maar samen met anderen bracht hij dit idee in de praktijk.
De Koninklijke Landmacht noemt hun vervoer langs de kazernes ook 'Lijndienst'.